# 第48回全国高等学校野球選手権大会
第48回全国高等学校野球選手権大会（だい48かいぜんこくこうとうがっこうやきゅうせんしゅけんたいかい）は、1966年8月12日から8月24日まで阪神甲子園球場で行われた全国高等学校野球選手権大会である。
中京商が1954年（第36回）以来12年ぶり6回目の優勝を遂げ、史上2校目の春夏連覇を達成した。

## 出場校
- 釧路江南（北北海道、5年ぶり2回目）
- 駒大苫小牧（南北海道、初出場）
- 花巻北（北奥羽・岩手、3年ぶり2回目）
- 秋田（西奥羽・秋田、2年連続13回目）
- 福島商（東北・福島、8年ぶり4回目）
- 竜ヶ崎一（東関東・茨城、44年ぶり6回目）
- 桐生（北関東・群馬、3年ぶり13回目）
- 甲府工（西関東・山梨、4年ぶり2回目）
- 修徳（東京、2年ぶり2回目）
- 横浜一商（神奈川、初出場）
- 塚原（長野、初出場）
- 小千谷（北越・新潟、初出場）
- 金沢商（北陸・石川、43年ぶり2回目）
- 静岡商（静岡、7年ぶり5回目）
- 中京商（愛知、3年ぶり14回目）
- 三重（三岐・三重、初出場）
- 平安（京滋・京都、2年ぶり21回目）
- 郡山（紀和・奈良、33年ぶり2回目）
- 北陽（大阪、初出場）
- 報徳学園（兵庫、2年連続3回目）
- 岡山東商（東中国・岡山、2年連続4回目）
- 広島商（広島、9年ぶり10回目）
- 早鞆（西中国・山口、2年ぶり2回目）
- 松山商（北四国・愛媛、5年ぶり16回目）
- 鳴門（南四国・徳島、14年ぶり3回目）
- 小倉工（福岡、2年ぶり7回目）
- 海星（西九州・長崎、2年ぶり5回目）
- 津久見（中九州・大分、2年連続5回目）
- 鹿児島実（鹿児島、5年ぶり2回目）
- 興南（南九州・沖縄、初出場）

## 試合結果

### 1回戦
- 郡山 5 - 1 小千谷
- 平安 9 - 0 花巻北
- 松山商 1x - 0 塚原（延長11回）
- 中京商 2 - 0 秋田
- 三重 6 - 1 鹿児島実
- 静岡商 4 - 0 金沢商
- 岡山東商 8 - 5 海星
- 竜ヶ崎一 6x - 5 興南（延長10回）
- 鳴門 3 - 0 修徳
- 桐生 3 - 1 広島商
- 報徳学園 8 - 3 津久見
- 横浜一商 13 - 3 駒大苫小牧
- 北陽 6 - 2 福島商
- 小倉工 3 - 1 釧路江南（延長12回）

### 2回戦
- 甲府工 3 - 2 早鞆
- 横浜一商 6 - 2 郡山（延長10回）
- 平安 7 - 2 三重
- 松山商 5 - 1 静岡商
- 小倉工 2 - 1 鳴門
- 桐生 10 - 1 北陽
- 中京商 5 - 4 岡山東商
- 報徳学園 9 - 1 竜ヶ崎一

### 準々決勝
- 報徳学園 1 - 0 平安
- 小倉工 5 - 3 甲府工
- 中京商 4 - 2 桐生
- 松山商 4 - 2 横浜一商

### 準決勝
- 中京商 2 - 1 報徳学園
- 松山商 1 - 0 小倉工

### 決勝
|        | 1 | 2 | 3 | 4 | 5 | 6 | 7 | 8 | 9 | R | H | E |
| ------ | - | - | - | - | - | - | - | - | - | - | - | - |
| 中京商 | 0 | 0 | 1 | 0 | 1 | 0 | 1 | 0 | 0 | 3 | 8 | 1 |
| 松山商 | 0 | 1 | 0 | 0 | 0 | 0 | 0 | 0 | 0 | 1 | 5 | 1 |

1. （中）：加藤 - 矢沢
2. （松）：西本 - 澤田
3. 審判
［球審］郷司
［塁審］中西明・三輪・三宅
4. 試合時間：2時間5分

| 中京商 | 中京商 | 中京商          |
| 打順   | 守備   | 選手            |
| ------ | ------ | --------------- |
| 1      | [三]   | 平林二郎（3年） |
| 2      | [中]   | 西脇昭次（3年） |
| 3      | [捕]   | 矢沢正（3年）   |
| 4      | [右]   | 伊熊博一（3年） |
| 5      | [一]   | 川口勉（2年）   |
| 6      | [二]   | 光岡俊郎（3年） |
| 7      | [投]   | 加藤英夫（3年） |
| 8      | [左]   | 片野正人（3年） |
| 9      | [遊]   | 芝田政博（3年） |

| 松山商 | 松山商 | 松山商          |
| 打順   | 守備   | 選手            |
| ------ | ------ | --------------- |
| 1      | [遊]   | 水中良博（3年） |
| 2      | [三]   | 森達朗（3年）   |
| 3      | [左]   | 幸田優（2年）   |
| 4      | [投]   | 西本明和（3年） |
| 5      | [二]   | 坂本博（3年）   |
| 6      | [中]   | 平岡雅裕（3年） |
| 7      | [一]   | 岡田聖二（3年） |
| 8      | [右]   | 新里博美（3年） |
| 9      | [捕]   | 澤田悟（3年）   |

## 大会本塁打
- 第1号：藤本和男（平安）
- 第2号：奥柿幸雄（静岡商）
- 第3号：青井泉（岡山東商）
- 第4号：田代治夫（竜ヶ崎一）
- 第5号：岩崎忠義（津久見）
- 第6号：上野民雄（桐生）
- 第7号：佐藤直信（岡山東商）
- 第8号：青井泉（岡山東商）
- 第9号：荒武康博（報徳学園）
- 第10号：西本明和（松山商）
- 第11号：芝田政博（中京商）

## その他の主な出場選手
- 平山英雄（釧路江南）
- 持丸修一（竜ヶ崎一）
- 西村公一（甲府工）
- 深沢修一（甲府工）
- 吉江喜一（塚原）
- 水谷則博（中京商）
- 水谷孝（三重）
- 榎本直樹（三重）
- 門野利治（平安）
- 江島巧（平安）

- 白滝政孝（郡山）
- 園田喜則（北陽）
- 長崎慶一（北陽）
- 三村敏之（広島商）
- 山本和行（広島商）
- 板東順司（鳴門）
- 小形利文（小倉工）
- 横山晴久（小倉工）
- 吉良修一（津久見）
- 川畑和人（鹿児島実）